# Stig Kobbevik
Stig Kobbevik, né en 1963, est un joueur de squash représentant la Norvège. Il est champion de Norvège en 2006. 

## Palmarès

### Titres
- Championnats de Norvège: 2006

### Finales
- Championnats de Norvège: 3 finales (1993, 1995, 2004)